# Pottia flavipes
Pottia flavipes är en bladmossart som beskrevs av Montagne 1845. Pottia flavipes ingår i släktet Pottia och familjen Pottiaceae. Inga underarter finns listade i Catalogue of Life.